# Метапонт
Метапонтум или Метапонт (на старогръцки: Μεταπόντιον; на латински: Metapontum, Metapontion, Metapont) е древногръцка колония на Тарентския залив в Италия. Днес наблизо се намира градчето Метапонто, община Берналда, провинция Матера, на около 50 километра на запад от Таранто, регион Базиликата.
Към днешно време са се запазили само руини от античния Метапонт, сред които храм на Хера (Херайон) от края на VI век. пр.н.е. с 15 колони. Античният град се е намирал в плодороден район и селското стопанство на колонията е било добре развито. Запазени са и развалините на неголям театър, некропол и храмове на Аполон и Атина в дорийски стил.

## История
Метапонт е основан от ахейски колонисти от Пилос в Месения. Още от началото на съществуването си заселниците били принудени да водят войни с местните италийски племена, които са го разрушили поне веднъж. Колонията е възстановена с помощта на жителите на Сибарис. Към края на VI век пр.н.е. тук е живял Питагор, превърнал града в център на питагорейската школа. През IV век пр.н.е. Метапонт встъпва в конфликт със Сиракуза, управлявана по това време от тирана Дионисий I Стари. За да се защити от него Метапонт сключва военен съюз с други полиси на Магна Греция, но съюзът търпи поражение през 389 г. пр.н.е. в битката при Елепор и членовете му са принудени да признаят хегемонията на Сиракуза.
През 272 г. пр.н.е. е присъединен към Римската империя след Тарентската война. След поражението на римляните от Ханибал в битката при Кана през 216 г. пр.н.е. преминава за кратко на страната на Картаген, но съвсем скоро властта на Рим е възстановена.